# Bubi (volk)

Vlag van separatistische Bubi

De Bubi bevolkingsgroep is een kleine minderheid in Equatoriaal-Guinea. De Bubi's woonden tot 1968 vooral op het eiland Bioko, maar nadat Francisco Macías Nguema (behorende tot de Nguema-Fang-clan) aan de macht was gekomen werden velen van hen vermoord, en een groot aantal week uit naar Spanje. Geschat wordt dat onder het tirannieke bewind van Macías Nguema enkele tienduizenden Bubi's zijn vermoord. In januari 1998 kwamen een aantal Bubi-stammen in opstand tegen de regering van president Teodoro Obiang Nguema. Na de onderdrukking van de revolte werden de leiders berecht en veroordeeld tot gevangenisstraffen. De doodstraffen die aanvankelijk waren opgelegd werden omgezet in levenslang.
Toen Equatoriaal-Guinea onder de naam Spaans-Guinea nog een Spaanse kolonie was, werden de Bubi's al dan niet gedwongen te werk gesteld op de plantages. 
De Spaanse priester Antonio Aymemi, die van 1894 tot zijn dood in 1941 missiewerk verrichtte op Bioko en er een school leidde, maakte een studie over het Bubi-volk. Zijn belangrijkste werk, Los Bubis en Fernando Poo (1941), geldt nog steeds als het belangrijkste wetenschappelijke werk over de Bubi's.
In de 19e eeuw zijn de Bubi's over gegaan tot het christendom. De meerderheid is rooms-katholiek, maar er zijn ook protestanten.